# 斯帕奇瓦河
45°03′52″N 19°04′35″E / 45.0645°N 19.0765°E

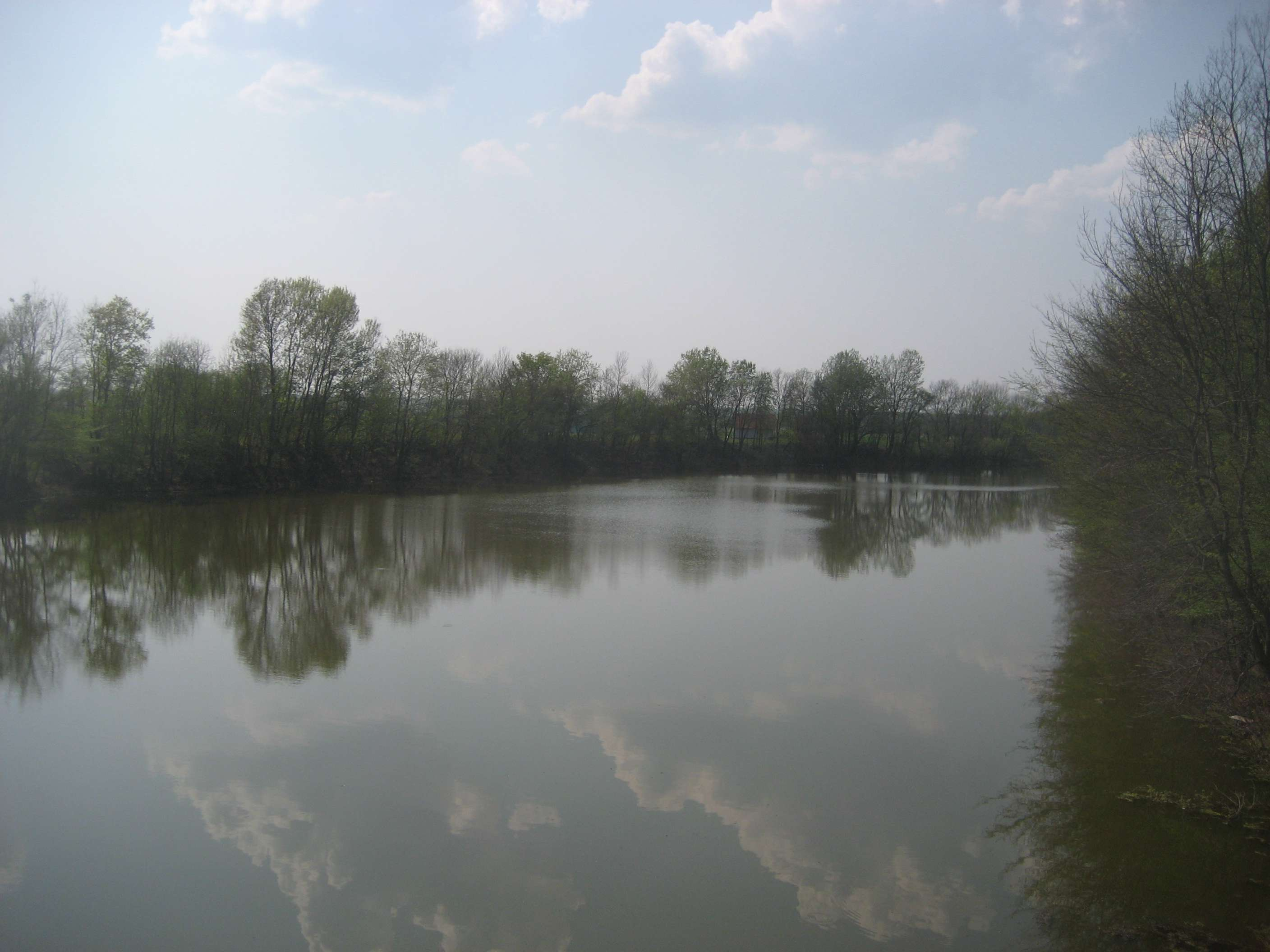

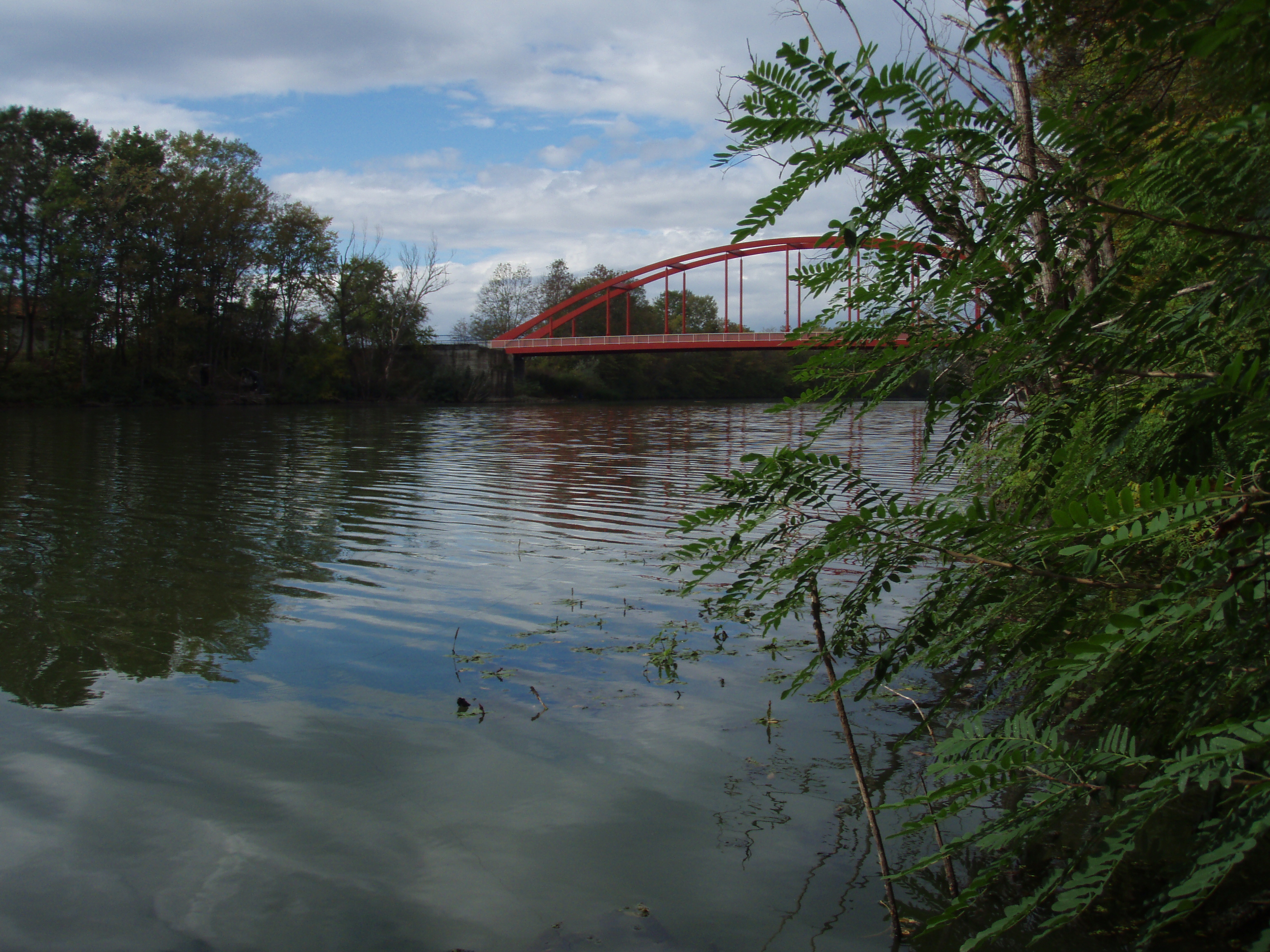

斯帕奇瓦河是克羅地亞的一条河流，位於該國東部，處於首都薩格勒布以東200公里，屬於博蘇特河的支流，是多瑙河流域的一部分，河道全長40公里。